# Наринян, Николай Артёмович
Николай Артёмович Наринян (23 октября 1905 — 16 мая 1971) — начальник головного ремонтного восстановительного поезда № 3 Управления военно-восстановительных работ № 2 Ленинградского фронта, Герой Социалистического Труда (1943).

## Биография
Родился 23 октября 1905 года в селе Ванклу Нагорного Карабаха, в крестьянской семье. Армянин. В 1919 году был принят учеником в частную переплётную мастерскую. Окончил четырёхклассное училище.
В 15 лет добровольцем вступил в Красную Армию. Бойцом 5-го отряда участвовал в боях на Туркестанском фронте. В 1922 году уволился в запас и приехал в Тифлис. В 1927 году окончил техникум путей сообщения. По направлению прибыл в Ленинград в Управление Северо-Западной дороги. В должности техника-десятника работал на строительстве вторых путей на линии Витебск — Невель. В 1929 году был направлен на стройку Турксиба прорабом.
В том же году был вновь призван в армию. Службу проходил в 10-й полковой школе. Ушёл в запас с должности командира взвода. В октябре 1930 года вернулся в Ленинград, был принят на должность прораба 2-го строительного участка Октябрьской железной дороги. Без отрыва от производства учился в Ленинградском институте инженеров путей сообщения.
В 1932 году был вызван на переподготовку и оставлен в войсках командиром роты одной из железнодорожных частей на Дальнем Востоке. Там формировался Особый железнодорожный корпус и возникла нехватка командиров среднего звена. Службу проходил в городе Свободный. В 1937 году «за стахановско-кривоносовскую работу на транспорте» был награждён наркомовским знаком «Ударник Сталинского призыва». За время службы имел 12 благодарностей и награждён премией.
В декабре 1937 года был уволен в запас и вернулся в Ленинград. С февраля 1938 года — прораб 6-го строительного участка Севзапстройпути. Руководил стройкой на станции Дно.
Участвовал в войне с Финляндией 1939—1940 годов, во время боёв на Карельском перешейке был на переднем крае. Во фронтовых условиях руководил работой воинов-железнодорожников по обеспечению нужд действующей армии. 17 мая 1940 года был награждён медалью «За трудовое отличие».
С началом Великой Отечественной Н. Наринян в частях железнодорожных войск. В конце июня 1941 года на Карельском перешейке руководил эвакуацией пути и мостов линии Вяртсила — Меткаселькя у границы с Финляндией. Когда часть колонны оказалась отрезанной финскими войсками, Наринян уничтожл подвижной состав и паровоз. Следуя пешком, вывел с боями более двухсот человек в район Кексгольма, в расположение своих войск. Здесь восстанавливал станцию Новые Пески, разрушенную вражеским десантом. После восстановления десять суток железнодорожники обороняли её от вражеских десантников.
В августе 1941 года Нариняну было поручено строительство моста-дублёра через реку Волхов в районе станции Волховстрой. Работы закончить не удалось, так как противники, наступая на Тихвин, приблизились к Волховстрою. Воинское железнодорожное подразделение Горем-3 по приказу командования эвакуировалось в Вологду. На Ленинградском фронте был создан Горем-3-бис для восстановительных работ у города и в городе. Наринян с оставшимися дежурными взводами мостовиков и путейцев занимался восстановлением Волховского железнодорожного узла, непрерывно атакуемого налётами авиации и артиллерийско-миномётным огнём.
В декабре 1941 года Тихвин был освобождён и командование Ленинградского фронта направило все силы на быстрейшее восстановление линии Тихвин — Волховстрой. Мостовики Нариняна за короткий строк в сложных погодных условия восстановили мост через реку Сясь. В ходе работ Наринян со всей присущей ему энергией, отдыхая по 2-3 часа в сутки, воодушевлял своей неутомимостью и энтузиазмом строителей. 1 января 1942 года к пяти часам утра все восстановительные работы на участке Подборовье — Тихвин — Волховстрой были завершены и первые шесть поездов с продовольствием и горючим для блокадного Ленинграда прибыли на станцию Волховстрой.
В январе-феврале 1942 года мостоотряд Нариняна восстанавливал линию от Волховстроя через Андреево до Посадниково, которая улучшала обеспечение Ленинграда по линии Сонково — Будогощь — Андреево. Затем вернулся к сооружению опор моста-дублёра через реку Волхов, начатого в 1941 году. В июне-июле 1942 года мостовики Нариняна возводили ряд искусственных сооружений на спешно строящейся линии Неболчи — Окуловка, чтобы можно было доставлять грузы для ленинградцев и через Бологое. Все задания были выполнены досрочно, ибо производительность труда достигала 200 %.
Осенью и зимой, будучи главным инженером Горема-3, Наринян возглавлял строительство 7-го участка свайно-ледовой переправы через Неву, которая связывала Ленинград с Большой землёй. И когда в январе 1943 года блокада была прорвана и построен путь от Волховстроя до Шлиссельбурга, по этой переправе в город пошли поезда, что дало возможность значительно увеличить нормы снабжения. Качество работы было таким высоким, что и весной не стали разбирать эту ледово-свайную трассу. А условия труда при её строительстве были чрезвычайно тяжёлыми. Беспрерывный артобстрел узкого коридора и строящегося моста, бомбёжки с воздуха тормозили работы, но сорвать возведение уникального сооружения не смогли.
В марте 1943 года назначен начальником Горема-3-бис. Враг разрушил большой металлический мост через реку Волхов. Нариняну поручили самую ответственную работу — надвижку пролётных строений взамен разрушенной фермы длиной 127 метров и устройство одной рамно-ряжевой опоры высотой до 14 метров. Решительный, инициативный и находчивый командир, никогда не терявшийся в самой сложной обстановке, он быстро находил оптимальное решение и добивался успеха. В октябре 1943 года был представлен к награде по УВВР-2 — в список № 1, который означал представление к званию Героя Социалистического Труда.
Указом Президиума Верховного Совета СССР от 5 ноября 1943 года «за особые заслуги в обеспечении перевозок для фронта и народного хозяйства и выдающиеся достижения в восстановлении железнодорожного хозяйства в трудных условиях военного времени» Нариняну Николаю Артёмовичу присвоено звание Героя Социалистического Труда с вручением ордена Ленина и Золотой медали «Серп и Молот».
Ещё не была окончательно снята блокада Ленинграда, а с 25 января 1944 года, после освобождения Октябрьской дороги, Горем Н. А. Нариняна с другими частями железнодорожных войск приступил к восстановительным работам на участке Дубцы — Чудово — Любань. 23 февраля основные восстановительные работы на главном ходу Октябрьской магистрали были закончены и первый прямой поезд через Чудово прибыл из Москвы в Ленинград.
После снятия блокады и первые послевоенные годы работал начальником мостопоезда № 42 восстанавливал мосты в Ленинградской области, заменял временные мосты военного времени на деревянных опорах на капитальные. В 1952—1954 годах работал на строительстве моста «Дружба» через Дунай, соединявшего Румынию с Болгарией.
По возвращении на родину продолжал трудиться на строительстве мостов в основном в Поволжье. Начальником мостоотряда № 8 производил реконструкцию крупнейшего в стране железнодорожного моста через Волгу в районе Сызрани. С 1958 года руководил строительством автодорожного моста через Волгу в Саратове, крупнейшего в стране и Европе. Наринян так организовал напряжённый трудовой ритм на огромной стройке, что на решающих участках работы велись круглосуточно. В феврале 1961 года в Саратове был создан Мостотрест-3 для строительства мостов в бассейнах рек Волги и Урала. Первым его управляющим был назначен Н. А. Наринян, в этой должности он трудился до выхода на пенсию.
Последние годы жил в городе Пушкин под Ленинградом. Скончался 16 мая 1971 года. Похоронен на Казанском кладбище в городе Пушкин администрации Санкт-Петербурга.

## Награды
Награждён орденами Ленина, Красного Знамени (март 1943), Трудового Красного Знамени, медалями, болгарским орденом Георгия Димитрова.

## Семья
Сын — инженер по мостам и путепроводам; внук Николай, инженер по мостам и путепроводам; внучка Оксана.